# Tōin Kinmori
Tōin Kinmori (洞院 公守?   1249 - 17 de agosto de 1317) fue un kugyō (cortesano japonés de clase alta) que vivió durante la era Kamakura.

## Biografía
Fue miembro de la familia Tōin (derivada del clan Fujiwara) e hijo del cortesano Tōin Saneo.
Ingresó a la corte imperial en 1253 con el rango jugoi inferior, ascendido en 1254 a jugoi superior, en 1257 a shōgoi inferior y en 1259 a jushii inferior y superior. En 1261 fue asignado como oficial asistente de su hermana mayor Tōin Kitsushi, consorte del Emperador Kameyama. En 1266 fue nombrado vicegobernador de la provincia de Noto y en 1267 fue ascendido al rango jusanmi, convirtiéndose en cortesano de clase alta.
En 1270 fue nombrado gonchūnagon y promovido a shōsanmi, en 1272 fue ascendido a junii y en 1278 como shōnii. Fue promovido a gondainagon en 1283. Se le designó naidaijin en 1291 y fue promovido al rango juichii en 1296. Finalmente fue nombrado Daijō Daijin (Canciller del Reino) en 1299. 
En 1305 abandonó su vida como cortesano y se convirtió en monje budista (shukke), tomando el nombre de Sogen (素元?) y fallecería en 1317. Tuvo como hijos a Tōin Saneyasu, Ōgimachi Saneakira (fundador de la familia Ōgimachi), el monje Kanshu, entre otros.